# Џерико (Вермонт)
Џерико (енгл. Jericho) град је у америчкој савезној држави Вермонт.

## Демографија
По попису из 2010. године број становника је 1.329, што је 128 (-8,8%) становника мање него 2000. године.
| Група             | 2000.         | 2010.         |
| Белци             | 1.408 (96,6%) | 1.258 (94,7%) |
| Афроамериканци    | 12 (0,8%)     | 13 (1,0%)     |
| Азијати           | 7 (0,5%)      | 4 (0,3%)      |
| Хиспаноамериканци | 9 (0,6%)      | 25 (1,9%)     |
| Укупно            | 1.457         | 1.329         |